# EN 60601-2-33
Die EN 60601-2-33 mit dem Titel „Medizinische elektrische Geräte – 2-33: Besondere Festlegungen für die Sicherheit von Magnetresonanzgeräten für die medizinische Diagnostik“ ist Teil der Normenreihe EN 60601.
Herausgeber der DIN-Norm DIN EN 60601-2-33 ist das Deutsche Institut für Normung.
Die Norm basiert auf der internationalen Fassung IEC 60601-2-33. Im Rahmen des VDE-Normenwerks ist die Norm als VDE 0750-2-33 klassifiziert, siehe DIN-VDE-Normen Teil 7.
Diese Ergänzungsnorm regelt allgemeine Festlegungen für die Sicherheit, Prüfungen und Richtlinien für Magnetresonanzgeräte für die medizinische Diagnostik. Zweck ist es, Merkmale der Basissicherheit, sowie Prüfungen zu beschreiben und zusätzlich Anleitungen für ihre Anwendung zu geben.

## Gültigkeit
Die deutsche Ausgabe 7.2008 ist ab ihrem Erscheinungsdatum als Deutsche Norm angenommen.
- Die aktuelle Fassung (7.2008) ist korrespondierend mit der 2. Ausgabe der DIN EN 60601-1 anzuwenden.
- Am 5.2009 wurde eine Berichtigung 1 veröffentlicht. Diese Berichtigung betrifft das Vorwort und weist darauf hin, dass rechtliche Bestimmungen in der EU von der Norm abweichen können.
- Die Vorgängernorm von 8.2006 darf noch bis 2.2011 angewendet werden.
- Es wurde 10.2008 ein Entwurf zur Anwendung mit der 3. Ausgabe der DIN EN 60601-1 veröffentlicht.

## Anwendungsbereich
Diese Besonderen Festlegungen gelten für Magnetresonanzgeräte wie in 2.2.101 definiert, und für Magnetresonanzsysteme wie in 2.2.102 definiert. Diese Norm deckt nicht die Anwendung von Magnetresonanzgeräten außerhalb des bestimmungsgemäßen Gebrauchs ab.

## Zusatzinformation
Folgende geänderte Anforderungen sind in der EN 60601-2-33 enthalten (Auszug):
- Erschütterung und Geräusche
- Elektromagnetische Verträglichkeit (EMV)
- Genauigkeit der Betriebsdaten uns Schutz gegen gefährliche Ausgangswerte